# تامی گودوین (زاده ۱۹۲۰)
تامی گودوین (انگلیسی: Tommy Godwin; ۵ نوامبر ۱۹۲۰ – ۳ نوامبر ۲۰۱۲) دوچرخه‌سوار اهل بریتانیا بود.
وی در مسابقات کشوری و بین‌المللی در مجموع برندهٔ ۲ مدال برنز شده‌است.